# Grand Mesa (Colorado)

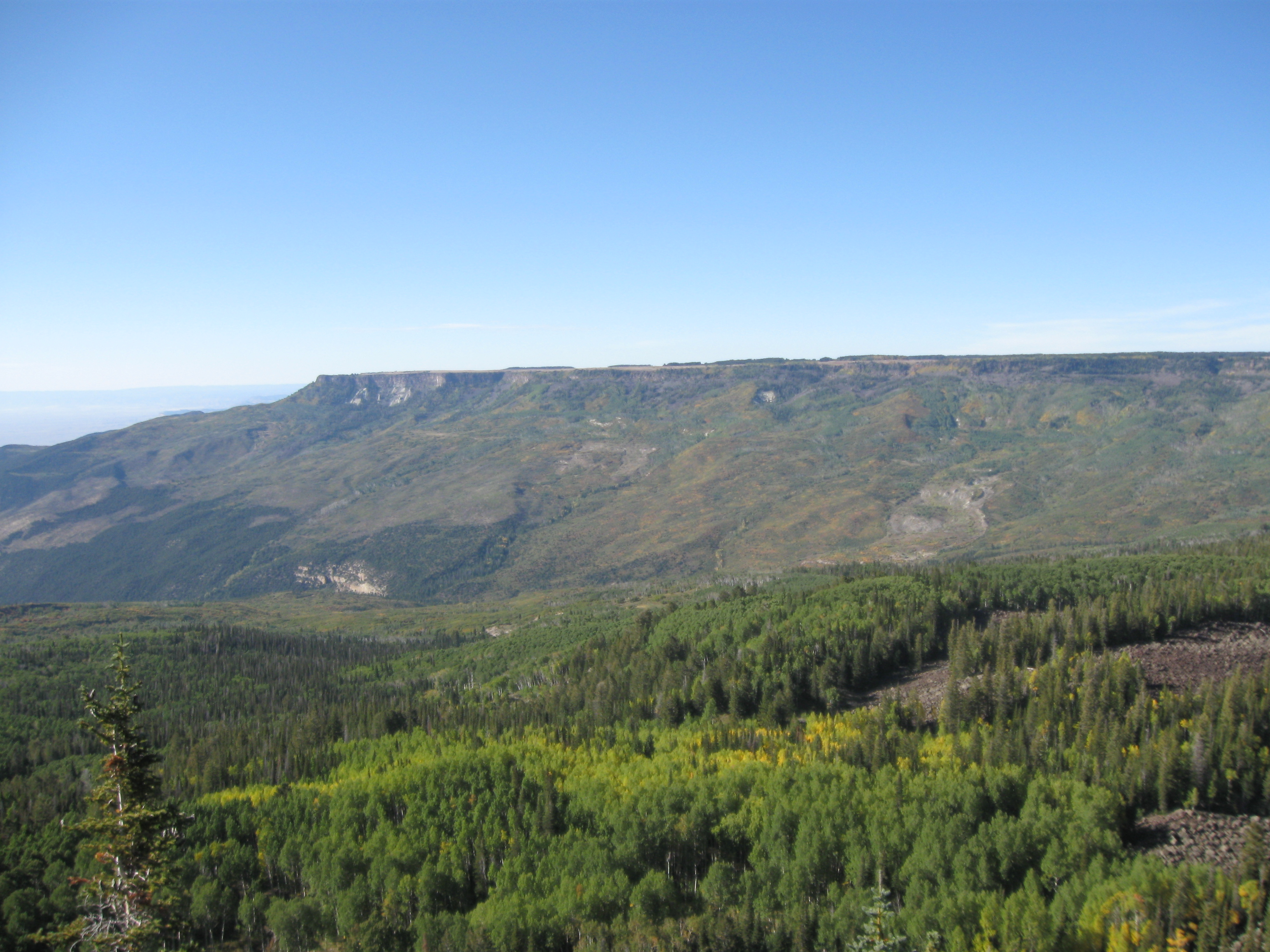
Westlicher Teil des Grand Mesa

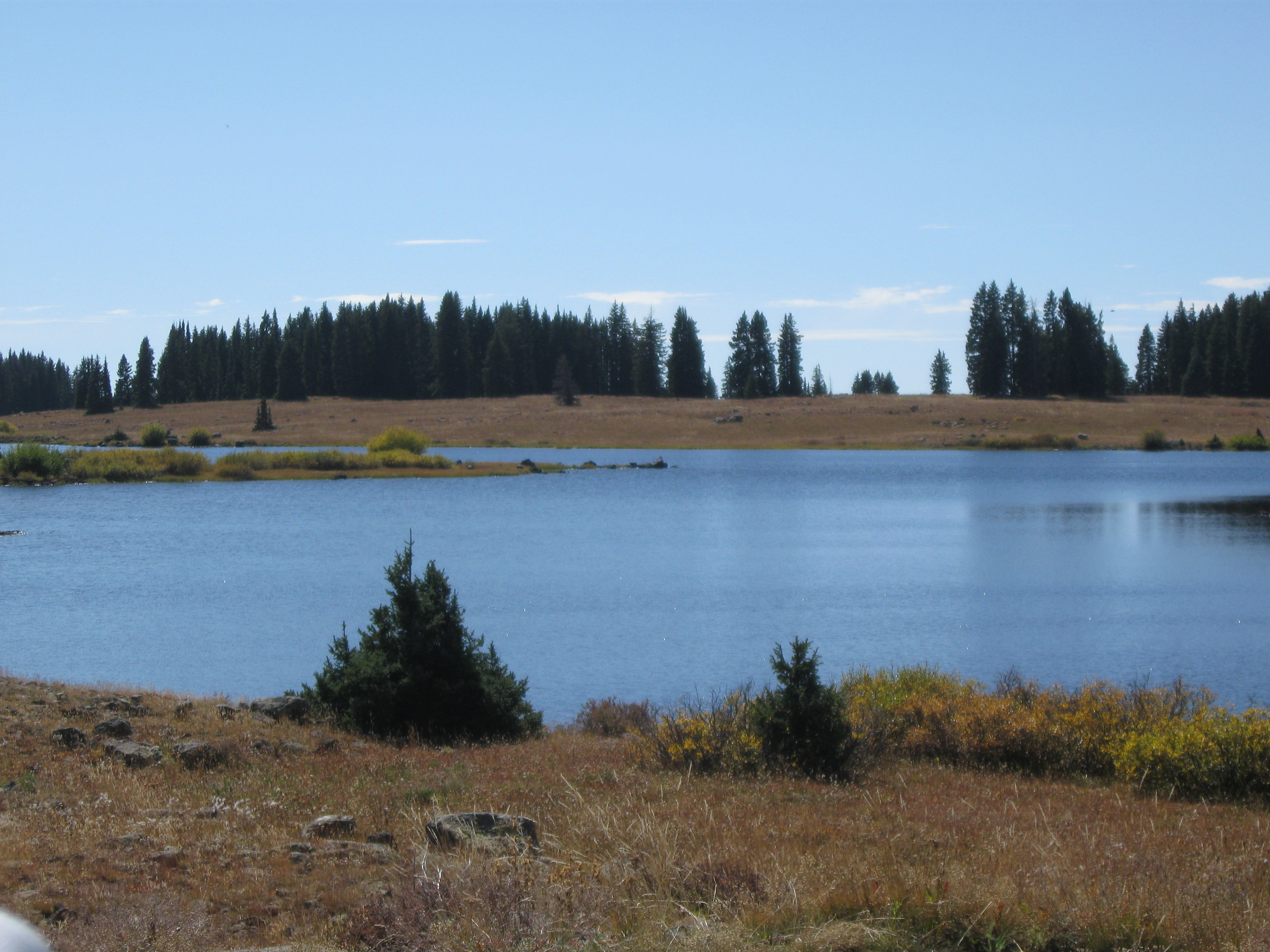
Einer der Seen auf dem Tafelberg

Das Grand Mesa ist ein 1.300 km² großer Tafelberg im Westlichen Colorado. Er besteht aus einem harten vulkanischen Basalt, der im 3.454 m hohen Crater Peak seine höchste Erhebung hat. Der Tafelberg liegt zu annähernd gleichen Teilen im Mesa County und Delta County. Innerhalb der Grand Mesa liegt der Grand Mesa National Forest, der mit seinen darin befindlichen über 300 Seen und einer Vielzahl von Zeltplätzen eines der meistbesuchten Landschaftsgebiete Colorados für Outdoor-Aktivitäten darstellt.